# Pseudotindaria flemingi
Pseudotindaria flemingi är en musselart som först beskrevs av Dell 1956.  Pseudotindaria flemingi ingår i släktet Pseudotindaria och familjen Neilonellidae. Inga underarter finns listade i Catalogue of Life.